# Водотиї
Водоти́ї — село в Україні, у Брусилівській селищній територіальній громаді Житомирського району Житомирської області. Чисельність населення становить 505 осіб (2001). До 1923 року — центр Водотиївської волості, у 1923—2016 роках — адміністративний центр однойменної сільської ради.

## Загальна інформація
Розташовується за 60 км південно-східніше м. Коростишів, за 24 км від залізничної станції Скочище та за 20 км від автошляху Київ—Львів.

## Населення
В середині 19 століття в поселенні налічувалося 1 383 жителі, з них 1 358 православних, 7 католиків та 18 євреїв, у другій половині 19 століття — 1715 мешканців (за Похилевичем — 1 770 православних і 42 євреї), за довідником 1885 року в селі мешкало 1 634 особи, налічувалося 233 дворових господарства, наприкінці 19 століття — 2 576 осіб, з них 1 292 чоловіки та 1 284 жінки, дворів — 416.
Відповідно до результатів перепису населення Російської імперії 1897 року, загальна кількість мешканців села становила 2 453 особи, з них: православних — 2 413, чоловіків — 1 198, жінок — 1 255.
Відповідно до перепису населення СРСР, станом на 17 грудня 1926 року чисельність населення становила 2 819 осіб, з них, за статтю: чоловіків — 1 362, жінок — 1 467; етнічний склад: українці — 2 819. Кількість господарств — 617, з них неселянського типу — 18.
На початок 1970-х років село мало 480 дворів із населенням 1 028 осіб.
Відповідно до результатів перепису населення СРСР, кількість населення, станом на 12 січня 1989 року, становила 716 осіб. Станом на 5 грудня 2001 року, відповідно до перепису населення України, кількість мешканців села становила 505 осіб.

### Мова
Розподіл населення за рідною мовою за даними перепису 2001 року:
| Мова       | Відсоток |
| ---------- | -------- |
| українська | 98,02 %  |
| російська  | 1,58 %   |
| молдовська | 0,40 %   |

## Історія
Поблизу села знайдено давньоруські срібні прикраси. У 1415 році — власність київського собору Святої Софії. 1617 року згадане як село, що належало шляхетському родові Бутовичів. Відповідно до податкового реєстру Київського воєводства за 1628 рік належало Лукашеві Модлішевському, який платив із села від 3 димів, 1 городника та 2 убогих. У 1630 році згадується як містечко, що належало шляхетському родові Мишок, 1635 року — як містечко, що належало шляхетському родові Стрибелів. Протягом 1648—1660 років Водотиї входили до складу Білоцерківського полку української держави Військо Запорозьке. До «Реєстру Війська Запорозького 1649 року» вписано 22 особи козацького стану, що мешкали в Водотиях. Вони були тоді сотенним містечком. Після 1660 року Водотиї були зайняті військами Речі Посполитої. У травні 1665 року селом заволодів повстанський отаман Децик, який звав себе «овруцьким полковником» і узгоджував свої дії з московським урядом. Після його відступу до Києва у листопаді 1665 року Водотиями знову заволоділи війська Речі Посполитої.
Згадується у люстрації Київського воєводства 1754 року, належало до Коростишівського ключа, власність новогрудського старости Чацького, сплачувало із 80 дворів 12 злотих і 15 грошів до замку та 50 злотих — до скарбу.
У середині 19 століття — село Радомисльського повіту Київської губернії. Лежало на правому березі річки Здвиж, за 8 верст вище Брусилова. Частина села, що лежала при шляху із Брусилова у Ходорків, була віддалена від річки. Належало братам Едуардові, Адольфу та Зеславу Боярським Крижанівському. Землі в маєтку було 3 185 десятин. За 1,5 версти лежав нещодавно заснований хутір Едвардів, в якому проживало 67 осіб. Дерев'яну церкву збудовано 1792 року, при ній землі 42 десятини. Перед нею була церква, збудована 1746 року, із соснової деревини, з двома куполами, покрита ґонтою, мала три невеликих дзвони.
У другій половині 19 століття — село Водотиївської (1 стану) Радомисльського повіту Київської губернії, за 35 верст від Радомисля, 8 верст від Брусилова, на правому березі річки Здвиж. Селяни, в кількости 672 ревізькі душі та 41 душа однодвірців (колишньої шляхти), були наділені 1 815 десятинами землі під виплату. Після смерті старшого брата з поміщиків Боярських Бернард Глуховський купив 1 297 десятин вживаної землі, 507 десятин лісу та 10 десятин землі невживаної. У 1878 році від нього набув 225 десятин Миколай Сетгофер. У 1888 році від Глуховського 500 десятин землі купив Лавренть'єв, решту викупили селяни. До парафії входив хутір Едвардів — лежав за 1,5 версти, проживало 19 мешканців. Мав 70 десятин ріллі, 22 лісу та 2 десятини невживаної землі, власність Октавіана Глуховського. За довідником 1885 року — колишнє власницьке село Водотиївської волості Радомисльського повіту Київської губернії, лежало на річці Здвиж, за 35 верст від Радомисля. Волосний центр. Були церковна парафія, школа.
Наприкінці 19 століття — власницьке село, адміністративний центр Водотиївської волості Радомисльського повіту Київської губернії. Відстань до повітового центру, м. Радомисль — 35 верст, до найближчої залізничної станції Фастів — 40 верст, до найближчої поштово-телеграфної та поштової земської станцій у містечку Брусилів — 8 верст. Основним заняттям мешканців було хліборобство, крім того селяни підробляли у Волинській губернії. У селі числилося 3 775 десятин землі, з яких 491 десятина належала поміщикам, 3 241 десятина — селянам, 43 десятини — церкві. Поселення належало поміщикові О. Лавренть'єву, господарство вів орендатор А. Іванченко, застосовував трипільну сівозміну, як і селяни. В селі були православна церква, каплиця, церковно-парафіяльна школа, 13 вітряних млини, водяний млин, 4 кузні, цегельний завод, фельдшер. Пожежна команда мала 6 бочок та 4 багри.
У 1923 році включене до складу новоствореної Водотиївської сільської ради, яка 7 березня 1923 року увійшла до складу новоутвореного Брусилівського району Білоцерківської округи; адміністративний центр ради.
На фронтах Другої світової війни воювали 430 селян, 268 з них нагороджені орденами й медалями, 262 загинули. У 1970 році на їх честь споруджено пам'ятник.
В радянські часи в селі розміщувалася центральна садиба колгоспу, який обробляв 6 146 га угідь, з них 5 156 га — рілля. У господарстві вирощували зернові культури, картоплю, було розвинуте м'ясо-молочне тваринництво. 86 селян нагороджені орденами й медалями СРСР. У селі були середня школа, будинок культури, бібліотека, фельдшерсько-акушерський пункт, пологовий будинок.
30 грудня 1962 року, в складі сільської ради, увійшло до Коростишівського району, 4 травня 1990 року включене до складу відновленого Брусилівського району Житомирської області.
28 липня 2016 року увійшло до складу новоутвореної Брусилівської селищної територіальної громади Брусилівського району Житомирської області. Від 19 липня 2020 року, разом з громадою, в складі новоутвореного Житомирського району Житомирської області.

## Відомі люди
- Андрієнко Дмитро Панасович (1934—2011) — український астроном;
- Антоненко Віталій Тимофійович (1933—2005) — український науковець в галузях патофізіології та імунології, доктор медичних наук.
- Жабенко Василь Олександрович (1922—2011) — тренер з легкої атлетики, заслужений тренер УРСР.
- Павленко Володимир Петрович (нар. 1960) — український державний службовець;
- Похилевич Дмитро Леонідович (1897—1974) — український історик-славіст, доктор історичних наук, професор, викладач Львівського університету імені Івана Франка.